# Sesquicentennial Exposition

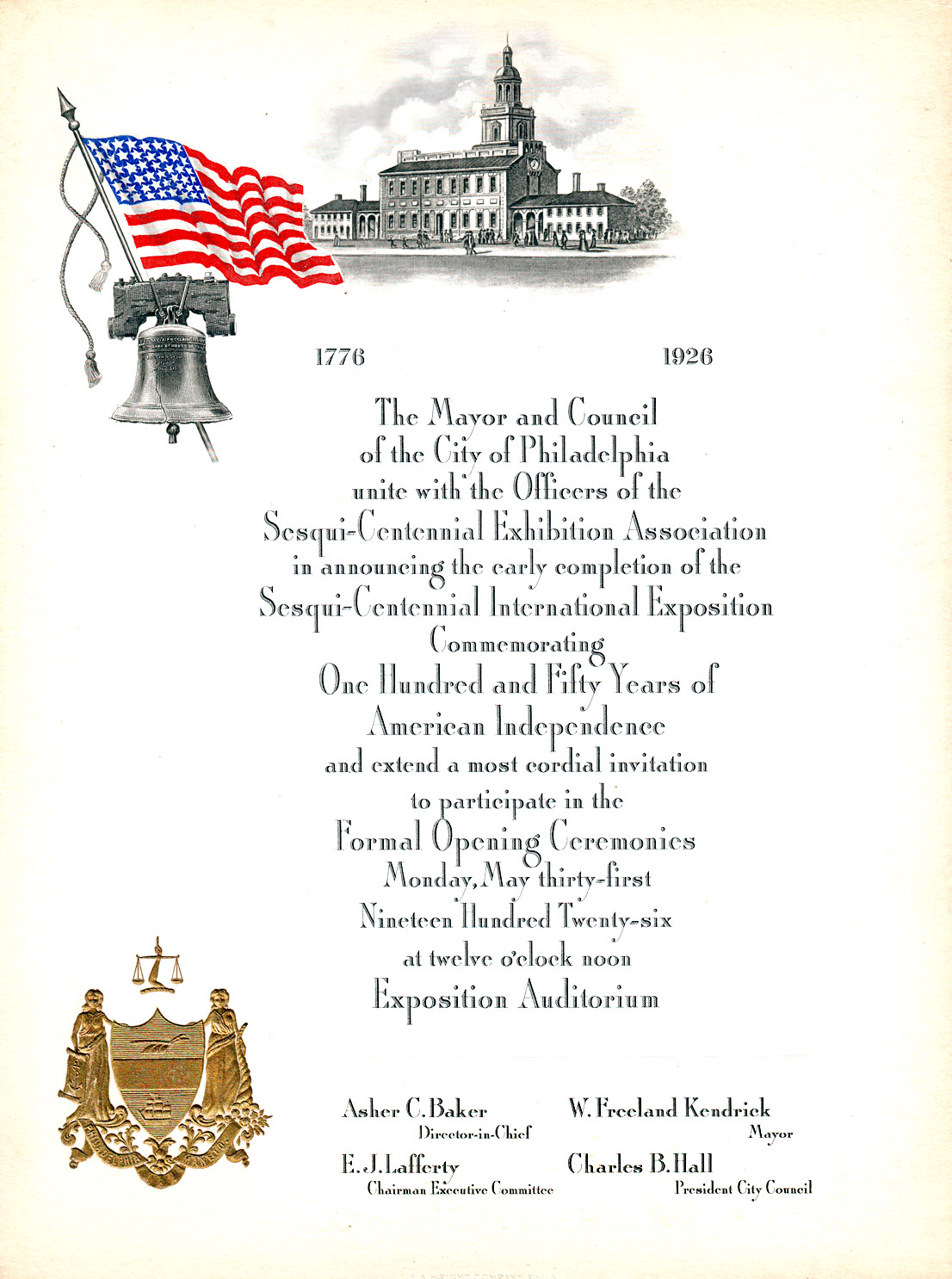
Einladung zur Eröffnungszeremonie der 1926 Sesqui-Centennial Exposition in Philadelphia, 31. Mai 1926

Die Sesquicentennial International Exposition (wörtlich Internationale Anderthalb-Jahrhundert-Ausstellung) von 1926 war eine Weltausstellung in Philadelphia (Pennsylvania), zum 150. Jubiläum der Amerikanischen Unabhängigkeitserklärung, und des 50. Jubiläums der Centennial Exposition von 1876.

## Geschichte
Philadelphia wurde im Jahr 1921 mit der Ausrichtung dieser Weltausstellung betraut. Die ursprünglich groß angelegten Pläne mussten bis zur Eröffnung stark zusammengekürzt werden. Der ursprüngliche Leiter der Ausstellung David Charles Collier, trat aus Protest gegen diese Budgetkürzungen zurück. Sein Nachfolger Asher C. Baker zog sich aus Krankheitsgründen wenige Tage vor der Eröffnung zurück und überließ die Angelegenheiten E. L. Austin. Baker starb weniger als zwei Wochen später.

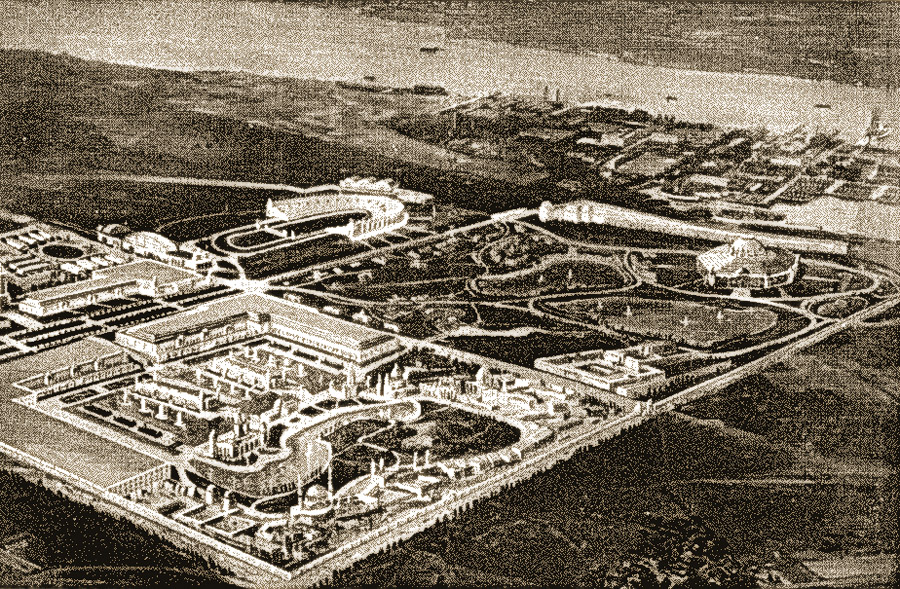
Vogelperspektive des Ausstellungsgeländes

Die Ausstellung wurde am 31. Mai 1926 eröffnet und dauerte bis November auf einem Gelände im Süden von Philadelphia, das von 10th Street, Packer Avenue, 23rd Street und dem Gelände der U.S. Navy (Terminal Avenue) begrenzt wurde. Ursprünglich League Island Park genannt, enthielt das Gelände nun FDR Park, Marconi Plaza, Packer Park Residential Neighborhood, die drei Stadien von Philadelphias großen South Philadelphia Sports Complex (Wells Fargo Center, Lincoln Financial Field, und Citizens Bank Park), und das Trainingsgelände der Philadelphia Eagles. Dieser Teil des Ausstellungsgeländes war von 1933 bis 1993 Standort des Philadelphia Naval Hospitals, das 2001 abgerissen wurde.

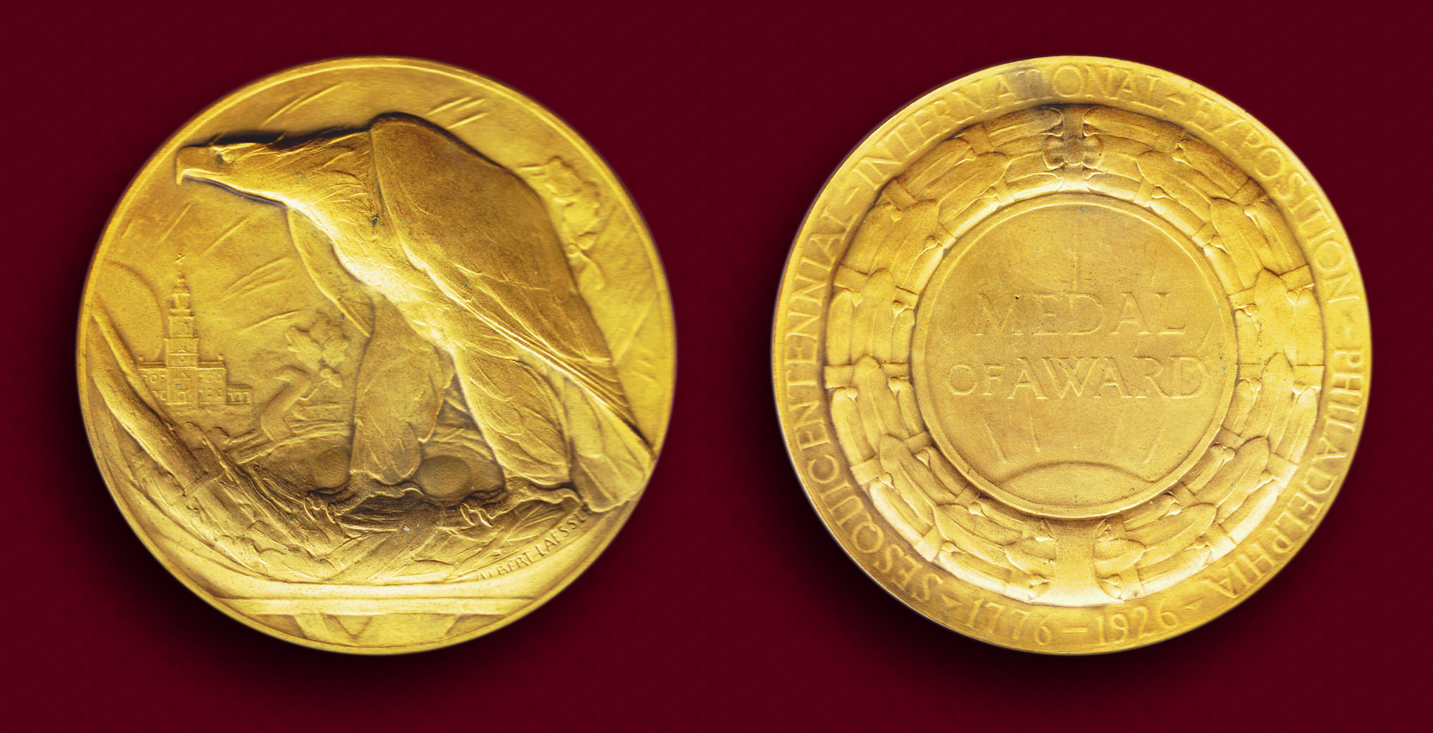
Die von Albert Laessle gestaltete Goldmedaille

Der Hauptverantwortliche für den Entwurf der Ausstellungsgebäude war der junge Louis I. Kahn, später ein weltbekannter Architekt, der damals unter dem Stadtarchitekten John Molitor arbeitete. Der Bildhauer Charles Tefft wurde als Verantwortlicher für die Skulpturen der Ausstellung ausgewählt, während der bekannte Bildhauer und Künstler Albert Laessle aus Philadelphia die Preismedaillen für die Ausstellung schuf.
Die Ausstellung zog wesentlich weniger Besucher an als die ursprünglich geplanten 10 Millionen. Am Ende konnte sie ihre Verbindlichkeiten nicht bedienen und ging 1927 in Insolvenz.

## Höhepunkte
Die Veranstalter schufen am Eingang eine 24 m hohe und mit 26.000 Glühlampen besetzte Nachbildung des Symbols der Ausstellung, der Liberty Bell. Das „Sesqui-Centennial Stadium“ – später „Philadelphia Municipal Stadium“ und nach 1964 John F. Kennedy Stadium genannt – wurde im Zusammenhang mit der Ausstellung gebaut. Ebenfalls wurde auf der Ausstellung die Curtis Organ ausgestellt, die immer noch eine der weltgrößten Orgeln ist. 1926 wurde in Erwartung der Menschenmassen die erste Brücke über den Delaware River zwischen Philadelphia und Camden errichtet, die später in Benjamin Franklin Bridge umbenannt.
Hauptredner der Eröffnungsveranstaltung waren der Außenminister der Vereinigten Staaten Frank B. Kellogg, der Handelsminister und spätere Präsident der Vereinigten Staaten Herbert Hoover und der Bürgermeister von Philadelphia W. Freeland Kendrick.
Das Zentrum der Ausstellung entlang der Hauptachse an der südlichen Broad Street bildete das sogenannte „Forum of Founders“ („Forum der Gründer“), das aus dem „Court of Honor“ („Ehrenhof“), den Ausstellungsgebäuden für Freie Künste und Landwirtschaft, einer Skulpturengruppe und der „Treppe der Nationen“ bestand, die auf den gegenüber befindlichen „Tower of Light“ („Lichtturm“) ausgerichtet war.
Die Ausstellung umfasste auch einen Vergnügungspark innerhalb des League Island Park. Das Gebiet war als „Schatzinsel“ angelegt, umfasste mehr als zwei Hektar und wurde als Kinderparadies bezeichnet. Es gab eine ganze Reihe von Fahrgeschäften und Vergnügungsmöglichkeiten, wie z. B. eine Nachbildung der Kanadischen Rocky Mountains, eine Miniatureisenbahn, eine Bergrutsche, „Robinson Crusoes Strand“, ein Piratenversteck, Bootsfahrten und die „Arche Noah“ mit Tieren. Ebenso verfügte die Ausstellung über eine Reihe von Achterbahnen, so z. B. den „Zyklon“, einen Prototyp von Harry Travers Giant Cyclone Safety Coasters und eine Version seiner Jazz-Railway-Bahn.
Die Flugplatz der US-Navy Mustin Field wurde am 17. September 1926, also am Ende der Ausstellung, seiner Bestimmung übergeben und nach dem Navy-Flugpionier Henry C. Mustin benannt, der 1915 mit einer Curtiss AB-2 den ersten Katapultstart von einem Schiff unternahm.

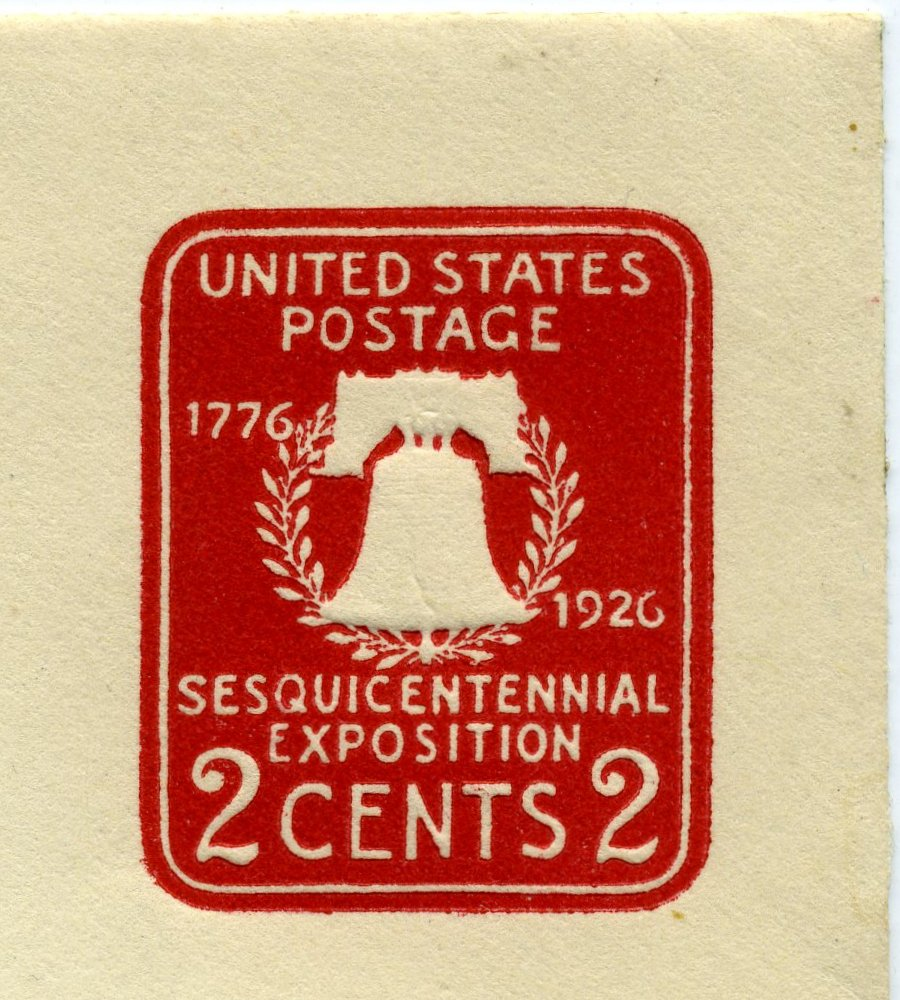
2 Cent-Gedenkmarke

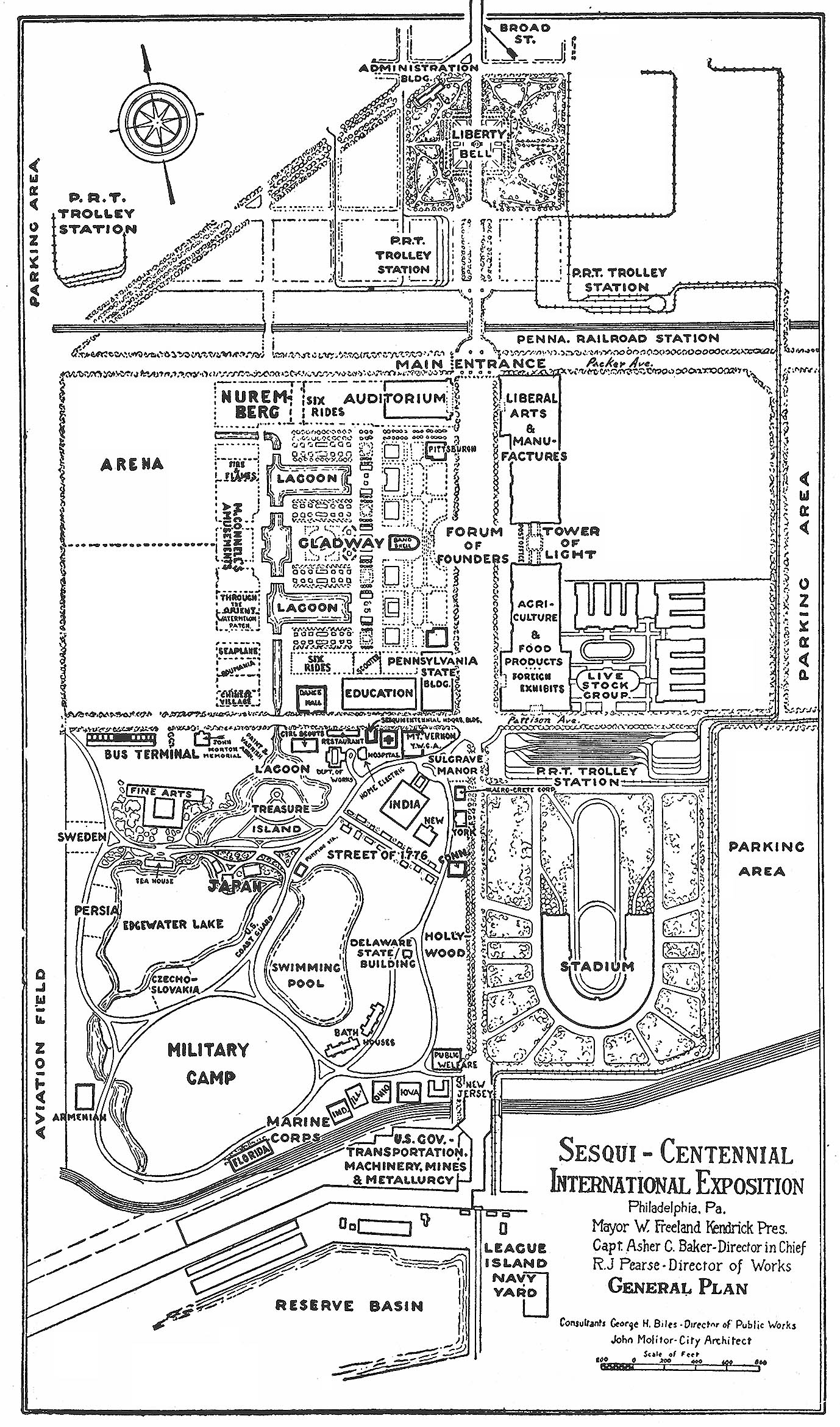
Lageplan der Ausstellung

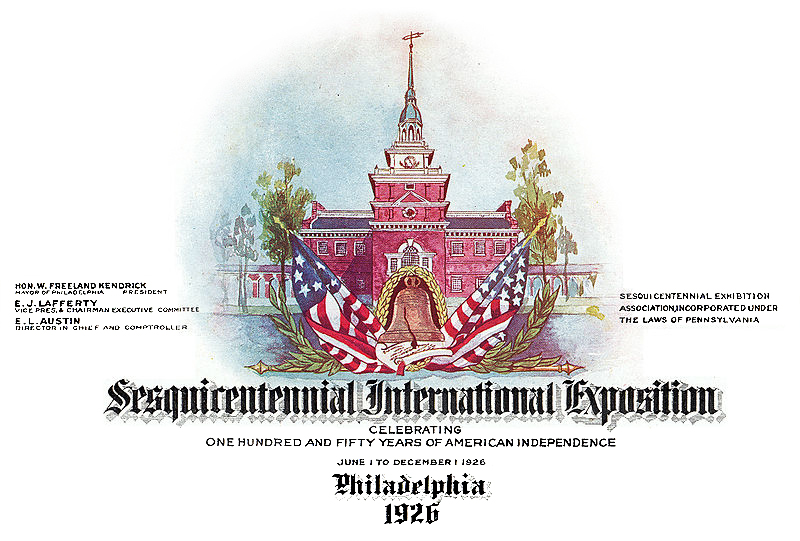
Logo der Ausstellung (von einem Briefbogen)

## Wahrnehmung und Nachwirkung
Von Anfang an war die Ausstellung Herausforderungen ausgesetzt, die ihren Erfolg in Frage stellten. Am Eröffnungstag regnete es in Strömen, was viele Besucher veranlasste, die Ausstellung vorzeitig zu verlassen oder gar nicht erst zu besuchen. Es wurde geschätzt, dass in der ersten Stunde nicht mehr als 250 Besucher die Ausstellung betraten.
Die Messe zog eine viel geringere Besucherzahl an als die erwarteten 10 Millionen Menschen. Variety nannte sie „America's Greatest Flop“ mit einem Verlust von 20 Millionen Dollar (entsprechend heutigen 306 Millionen Dollar) bis zum August 1926. Die Ausstellung konnte ihre Schulden nicht decken und ging 1927 in Konkurs, woraufhin ihre Vermögensgegenstände auf einer Auktion verkauft wurden.
Benito Mussolini gedachte des 150-jährigen Jubiläums, indem er eine 800.000 Dollar teure Nachbildung von Berninis Seepferde-Brunnen stiftete, die aber erst eintraf, nachdem die Ausstellung geschlossen hatte. Im Fairmount Park aufgebaut, wurde der Brunnen viele Jahre lang vernachlässigt, bevor er 2013 restauriert wurde.
Die U.S.-Post druckte eine Gedenkmarke, die die Liberty Bell zeigte. Zwei Gedenkmünzen wurden geprägt, ein silberner halber Dollar und ein goldener Quarter Eagle (Zweieinhhalbdollar-Münze). Die Fünfzig-Cent-Münze zeigt die Köpfe von George Washington und Calvin Coolidge auf der Vorderseite und die Liberty Bell auf der Rückseite. Die Zweieinhalb-Dollar-Münze zeigt auf der Vorderseite die Freiheit, die eine Fackel und die Unabhängigkeitserklärung hält, während sie auf einer Kugel steht, die Rückseite zeigt die Independence Hall. Die Briefmarke wurde in großen Stückzahlen herausgegeben und ist in Sammlerkreisen entsprechend wenig wert. Die Münzen verkauften sich eher schlecht, obwohl beide nach wie vor häufiger sind als andere Gedenkmünzen dieser Zeit.